# Matt Dallas
Matthew Joseph Dallas (Phoenix, 21 ottobre 1982) è un attore statunitense.

## Biografia
Matt Dallas è il maggiore di quattro figli, ha due fratelli e una sorella minori. Inizia a interessarsi alla recitazione all'età di dodici anni, quando la nonna lo porta ad assistere ad una rappresentazione de Il brutto anatroccolo. Si iscrive alla North Valley School for the Arts e intanto lavora come cameriere.
Si trasferisce a Los Angeles all'età di diciott'anni per proseguire il suo percorso di formazione; nel frattempo, lavora come modello. Ottiene inizialmente alcune parti minori in diversi film (Way of the Vampire, Camp Slaughter, Wannabe), fino a ricoprire il ruolo di protagonista in Kyle XY, dal 2006 al 2009.
Successivamente entra a far parte del cast di Eastwick, dove interpreta Chad, il ragazzo di Roxie (Rebecca Romijn). Recita nel film Un principe in giacca e cravatta al fianco di Hilary Duff.
Matt Dallas è apparso anche in alcuni videoclip: Geek Love di Fun 3 nel 2004, Goodbye My Lover di James Blunt nel 2005 e Thinking of You di Katy Perry nel 2008.

### Vita privata
Il 6 gennaio 2013 Dallas ha annunciato il proprio fidanzamento con il musicista e discografico Blue Hamilton, che ha successivamente sposato il 5 giugno 2015 dopo cinque anni di frequentazione. Il 22 dicembre 2015 la coppia ha annunciato attraverso il proprio canale YouTube di aver adottato un figlio di due anni, Crow.

## Filmografia

### Cinema
- Way of the Vampire, regia di Sarah Nean Bruce e Eduardo Durão (2005)
- Camp Slaughter, regia di Alex Pucci (2005)
- Wannabe, regia di Richard Keith (2005)
- Living the Dream, regia di Allan Fiterman e Christian Schoyen (2006)
- Shugar Shank, regia di Meredyth Wilson - cortometraggio (2006)
- The Indian, regia di James R. Gorrie (2007)
- Babysitter Wanted, regia di Jonas Barnes e Michael Manasseri (2009)
- As Good as Dead, regia di Jonathan Mossek (2010)
- In Between Days, regia di Marvin Scott Jarrett (2010)
- Hot Dudes with Kittens, regia di Anna Wenger - cortometraggio (2011)
- Wyatt Earp - La leggenda (Wyatt Earp's Revenge), regia di Michael Feifer (2012)
- You, Me & The Circus, regia di Ty Hodges (2012)
- Life Tracker, regia di Joe McClean (2012)
- The Ghost of Goodnight Lane, regia di Alin Bijan (2012)
- Mai fidarsi di mia figlia (A Daughter's Plan To Kill), regia di Ian Niles (2019)

### Televisione
- Entourage – serie TV, episodio 2x06 (2005)
- Kyle XY – serie TV, 43 episodi (2006-2009)
- Eastwick – serie TV, 6 episodi (2009)
- Un principe in giacca e cravatta (Beauty & the Briefcase), regia di Gil Junger – film TV (2010)
- La lista di Babbo Natale (Naughty or Nice), regia di David Mackay - film TV (2012)
- Baby Daddy – serie TV, 5 episodi (2013-2014)

## Videografia
- Geek Love, videoclip del singolo di Fan 3 (2004)
- Goodbye My Lover, videoclip del singolo di James Blunt (2005)
- Thinking of You, videoclip del singolo di Katy Perry (2008)

## Riconoscimenti
- Saturn Awards 2007
  - Candidatura come migliore attore in una serie televisiva per Kyle XY
- Saturn Awards 2008
  - Candidatura come migliore attore in una serie televisiva per Kyle XY

## Doppiatori italiani
Nelle versioni in italiano dei suoi film, Matt Dallas è stato doppiato da:
- Davide Perino in Kyle XY, Un principe in giacca e cravatta.
- Gabriele Sabatini in Eastwick, As Good As Dead.
- Emiliano Coltorti in Wyatt Earp - La leggenda.
- Gianfranco Miranda in Mai fidarsi di mia figlia.
- Marco Vivio in Baby Daddy.